# ミュージックステーション (文化放送)
ミュージックステーションは、1986年4月から1997年3月まで文化放送の深夜の時間帯で放送されていたラジオ番組、及び複数の箱番組をまとめて統一していた番組のタイトル。
本項では、前身番組『DJステーション』についても記述。

## 概要
前番組『ミスDJリクエストパレード』の後枠は24:30 - 25:30が『旺文社大学受験ラジオ講座』、25:30 - 26:00が『百万人の英語』となり、残る26:00 - 27:00の枠で『DJステーション』がスタート。1年後の1986年4月に『ミュージックステーション』とタイトルを改めた。タイトルに沿うように、パーソナリティは歌手、ミュージシャンが中心であったが、お笑いタレント、演歌歌手もパーソナリティを務めていたことがあった。放送枠は一曜日一時間の一枠か、30分枠が2本かという構成だった。また中には、既存の番組を本番組の枠に移動させて続けていたものもあり、実質的にはそれぞれが独立した番組という形だった。
当初の放送時間は月曜から金曜の26:00から27:00で、ネットしていた局もあった。1994年4月からは、新・深夜ワイド番組『Come on FUNKY Lips!』の開始に伴い、月曜から木曜の放送に短縮、同時に長くこの番組をネットしていた山陰放送、四国放送での放送も終了。1997年3月に『ミュージックステーション』としての放送枠は解消された。
当該番組の開始前に、『ミュージックステーション』のタイトル読みの後、文化放送の推薦曲がかかり、番組が始まっていた。放送枠終了後も、文化放送に於いては27:00時報前に同様に『ミュージックステーション』のタイトルの後、文化放送の推薦曲がかかる、番組表に載らない短いコーナーがある（2021年3月。『走れ!歌謡曲』の最終回放送日時点）。
本番組とテレビ朝日で放送されている『ミュージックステーション』、1988年から1989年にKBS京都で放送されていた『ミュージックステーション』とはいずれも特に関係は無い。ミュージックステーションを番組タイトルにしたのは、本番組の方がテレビ朝日の『ミュージックステーション』よりも6か月早い。

## パーソナリティ

### 『DJステーション』時代
月曜
- 山田信夫（1985年4月 - 1986年3月）

火曜
- イルカ（1985年4月 - 同年9月）
- 新沼謙治（1985年4月 - 同年9月）
- 葛城ユキ（1985年10月 - ） 引き続き『ミュージックステーション』へ続投
- 徳永英明（1985年10月 - 1986年3月）

水曜
- スターダストレビュー（1985年4月 - ） 引き続き『ミュージックステーション』へ続投

木曜
- 安部恭弘（1985年4月 - 同年9月）
- 野崎沙穂（1985年4月 - 同年9月）
- TOSHITARO（1985年10月 - 1986年3月）

金曜
- 新田一郎（1985年4月 - 1986年3月）

### 『ミュージックステーション』に改題して以降

#### 月曜
- BEE PUBLIC（1986年4月 - 1988年3月）
- 横山輝一（1988年4月 - 同年9月）
- 永井真理子（1988年4月 - 同年9月）
- ジャドーズ（1988年10月 - 1989年3月）
- SHOWER（1988年10月 - 1990年9月）
- 『アゼリア POP PARTY』（1990年4月 - 同年9月）日曜18:30から移動、1990年10月からは土曜19:30へ
- 本田貴之（1990年10月 - 1991年9月）
- DYNASTY（1990年10月 - 1991年9月）
- PINK SAPPHIRE（1991年10月 - 1994年3月）
- 南流石（1991年10月 - 1992年9月）
- 中條かな子（1992年10月 - 1993年3月）
- 宮田和弥（1993年4月 - 同年9月） 当時・JUN SKY WALKER(S)
- 葛山信吾（1993年10月 - 1994年3月）
- 明日香（1994年4月 - 同年9月）
- 児島未散（1994年10月 - 1996年9月）
- 沢田知可子（1996年10月 - 1997年3月）

#### 火曜
- 葛城ユキ（ - 1986年9月） 前番組『DJステーション』から続投
- 川島慶子（1986年10月 - 1987年3月）
- 太田貴子（1987年4月 - 1988年3月）
- 池田政典（1988年4月 - 1991年9月） 水曜から移動
- 福岡文（1990年10月 - 1993年9月）
- 山川豊（1990年10月 - 1994年3月）
- 宝ひとみ（1993年10月 - 1994年3月） 水曜から移動
- 小島裕樹（1994年4月 - 1995年9月） 木曜から移動
- 芝田吾郎（1995年10月 - 1996年3月）
- ROUAGE（1996年4月 - 1997年3月）

#### 水曜
- スターダストレビュー（ - 1990年3月） 前番組『DJステーション』から続投
- 池田政典（1987年10月 - 1988年3月） 火曜へ移動
- 山口岩男（1990年4月 - 同年9月） 金曜へ移動
- 20世紀Jr.（1990年4月 - 同年9月） 木曜から移動
- LU-NA（1990年10月 - 1992年9月）
- 尾崎和行（1992年4月 - 同年9月）
- 宝ひとみ（1992年10月 - 1993年9月） 火曜へ移動
- 諸岡菜穂子（1992年10月 - 1993年3月）
- 佐久間学（1992年10月 - 1993年3月、1993年10月 - 1994年3月）
- KANNA（1993年4月 - 1994年3月）
- 高部麻紀（1993年4月 - 同年9月）
- ZNX（1994年4月 - 1995年9月）
- 岡本真実（『今夜はちゃうDAY』、1995年10月 - 同年12月） 水曜26:00から移動
- 平松まゆき（『シャーシーナイト』、1996年1月 - 同年9月）
- 水田竜子・KANNA（1996年10月 - 1997年3月）

#### 木曜
- 坪倉唯子（1986年4月 - 1987年3月）
- 徳永英明（1987年4月 - 1988年9月）
- TOSHITARO（1987年4月 - 1988年3月）
- 20世紀Jr.（1988年10月 - 1990年3月） 水曜へ移動
- ダーリン（1990年4月 - 1992年11月）
- 五十嵐浩晃（1990年10月 - 1994年3月）
- ICE（1992年12月 - 1993年9月）
- 小島裕樹（1993年10月 - 1994年3月） 火曜へ移動
- WENDY（1994年4月 - 1995年3月）
- 山川豊・大石円（『男と女の夢列車』、1995年4月 - 1997年3月）

#### 金曜
- 大森庸雄（1986年4月 - 1990年3月、1991年10月 - 1992年3月）
- 成田昭次（1990年4月 - 1991年3月） 当時・男闘呼組
- 山口岩男（1990年10月 - 1991年3月） 水曜から移動
- ユニコーン（1991年4月 - 1993年3月）
- 『アゼリア POP PARTY』（1991年4月 - 同年9月）土曜19:30から移動
- 雨上がり決死隊（1992年4月 - 1993年3月）
- CoCo（『CoCo Stay with Dream』、1993年4月 - 同年9月）日曜12:30から移動、1993年10月からは日曜12:00へ。
- 傳井靖（1993年4月 - 1994年3月）
- 寺島尚正（1993年10月 - 1994年3月）

金曜は1994年4月15日以降文化放送A&Gゾーンに移され、以降は月 - 木曜に縮小、金曜のこの後の番組は26:00「アニマガパラディ（パーソナリティは緑川光と永島由子）」、26:30「マグミと綾のトリプルステーションGX（パーソナリティはMAGUMIと久川綾）」

#### 変遷
| 担当 | パーソナリティ（1985年度 / DJステーション）                                                       |
| ---- | ------------------------------------------------------------------------------------------------- |
| 月曜 | 山田信夫                                                                                          |
| 火曜 | イルカ< - 1985年9月> / 新沼謙治< - 1985年9月> / 葛城ユキ<1985年10月 - > / 徳永英明<1985年10月 - > |
| 水曜 | スターダストレビュー                                                                              |
| 木曜 | 安部恭弘< - 1985年9月> / 野崎沙穂< - 1985年9月> / TOSHITARO<1985年10月 - >                        |
| 金曜 | 新田一郎                                                                                          |

| 担当 | パーソナリティ（1986年度 / ミュージックステーション） |
| ---- | ----------------------------------------------------- |
| 月曜 | BEE PUBLIC                                            |
| 火曜 | 葛城ユキ< - 1986年9月> / 川島慶子<1986年10月 - >      |
| 水曜 | スターダストレビュー                                  |
| 木曜 | 坪倉唯子                                              |
| 金曜 | 大森庸雄                                              |

| 担当 | パーソナリティ（1987年度 / ミュージックステーション） |
| ---- | ----------------------------------------------------- |
| 月曜 | BEE PUBLIC                                            |
| 火曜 | 太田貴子                                              |
| 水曜 | スターダストレビュー / 池田政典<1987年10月 - >        |
| 木曜 | 徳永英明 / TOSHITARO                                  |
| 金曜 | 大森庸雄                                              |

| 担当 | パーソナリティ（1988年度 / ミュージックステーション）                                                 |
| ---- | --- |
| 月曜 | 横山輝一< - 1988年9月> / 永井真理子< - 1988年9月> / ジャドーズ<1988年10月 - > / SHOWER<1988年10月 - > |
| 火曜 | 池田政典                                                                                              |
| 水曜 | スターダストレビュー                                                                                  |
| 木曜 | 徳永英明< - 1988年9月> / 20世紀Jr.<1988年10月 - >                                                     |
| 金曜 | 大森庸雄                                                                                              |

| 担当 | パーソナリティ（1989年度 / ミュージックステーション） |
| ---- | ----------------------------------------------------- |
| 月曜 | SHOWER                                                |
| 火曜 | 池田政典                                              |
| 水曜 | スターダストレビュー                                  |
| 木曜 | 20世紀Jr.                                             |
| 金曜 | 大森庸雄                                              |

| 担当 | パーソナリティ（1990年度 / ミュージックステーション）                                            |
| ---- | ------------------------------------------------------------------------------------------------ |
| 月曜 | SHOWER< - 1990年9月> / アゼリア< - 1990年9月> / 本田貴之<1990年10月 - > / DYNASTY<1990年10月 - > |
| 火曜 | 池田政典 / 福岡文<1990年10月 - > / 山川豊<1990年10月 - >                                         |
| 水曜 | 山口岩男< - 1990年9月> / 20世紀Jr.< - 1990年9月> / LU-NA<1990年10月 - >                          |
| 木曜 | ダーリン / 五十嵐浩晃<1990年10月 - >                                                             |
| 金曜 | 成田昭次 / 山口岩男<1990年10月 - >                                                               |

| 担当 | パーソナリティ（1991年度 / ミュージックステーション）                                                 |
| ---- | --- |
| 月曜 | 本田貴之< - 1991年9月> / DYNASTY< - 1991年9月> / PINK SAPPHIRE<1991年10月 - > / 南流石<1991年10月 - > |
| 火曜 | 池田政典< - 1991年9月> / 福岡文 / 山川豊                                                              |
| 水曜 | LU-NA                                                                                                 |
| 木曜 | ダーリン / 五十嵐浩晃                                                                                 |
| 金曜 | ユニコーン / アゼリア< - 1991年9月> / 大森庸雄<1991年10月 - >                                         |

| 担当 | パーソナリティ（1992年度 / ミュージックステーション）                                                                        |
| ---- | --- |
| 月曜 | PINK SAPPHIRE / 南流石< - 1992年9月> / 中條かな子<1992年10月 - >                                                             |
| 火曜 | 福岡文 / 山川豊 |
| 水曜 | LU-NA< - 1992年9月> / 尾崎和行< - 1992年9月> / 宝ひとみ<1992年10月 - > / 諸岡菜穂子<1992年10月 - > / 佐久間学<1992年10月 - > |
| 木曜 | ダーリン< - 1992年11月> / 五十嵐浩晃 / ICE<1992年12月 - >                                                                    |
| 金曜 | ユニコーン / 雨上がり決死隊                                                                                                  |

| 担当 | パーソナリティ（1993年度 / ミュージックステーション）                             |
| ---- | --------------------------------------------------------------------------------- |
| 月曜 | PINK SAPPHIRE / 宮田和弥< - 1993年9月> / 葛山信吾<1993年10月 - >                  |
| 火曜 | 福岡文< - 1993年9月> / 山川豊 / 宝ひとみ <1993年10月 - >                          |
| 水曜 | 宝ひとみ< - 1993年9月> / KANNA / 高部麻紀< - 1993年9月> / 佐久間学<1993年10月 - > |
| 木曜 | 五十嵐浩晃 / ICE< - 1993年9月> / 小島裕樹<1993年10月 - >                          |
| 金曜 | CoCo < - 1993年9月> / 傳井靖 / 寺島尚正<1993年10月 - >                            |

| 担当 | パーソナリティ（1994年度 / ミュージックステーション） |
| ---- | ----------------------------------------------------- |
| 月曜 | 明日香< - 1994年9月> / 児島未散<1994年10月 - >        |
| 火曜 | 小島裕樹                                              |
| 水曜 | ZNX                                                   |
| 木曜 | WENDY                                                 |

| 担当 | パーソナリティ（1995年度 / ミュージックステーション）                            |
| ---- | -------------------------------------------------------------------------------- |
| 月曜 | 児島未散                                                                         |
| 火曜 | 小島裕樹< - 1995年9月> / 芝田吾郎<1995年10月 - >                                 |
| 水曜 | ZNX< - 1995年9月> / 岡本真実<1995年10月 - 1995年12月> / 平松まゆき<1996年1月 - > |
| 木曜 | 山川豊 / 大石円                                                                  |

| 担当 | パーソナリティ（1996年度 / ミュージックステーション）                     |
| ---- | ------------------------------------------------------------------------- |
| 月曜 | 児島未散< - 1996年9月> / 沢田知可子<1996年10月 - >                        |
| 火曜 | ROUAGE                                                                    |
| 水曜 | 平松まゆき< - 1996年9月> / 水田竜子<1996年10月 - > / KANNA<1996年10月 - > |
| 木曜 | 山川豊 / 大石円                                                           |

## ネット局
- ラジオ関西
  - 土曜 24:00 - 25:00（1988年3月まで、当時の水曜放送分のみネット）
  - 月曜 18:30 - 19:30（1988年4月 - 同年9月、当時の水曜放送分のみネット）
  - 月・火曜 24:00 - 25:00（1988年10月 - 1989年3月、当時の火・水曜放送分のみネット）
- 山陰放送：月 - 金曜 24:00 - 25:00（1994年3月まで）
- 四国放送：月 - 金曜 24:00 - 25:00（1994年3月まで）
- 高知放送：月 - 金曜 24:00 - 25:00（1988年3月まで、1991年4月 - 同年9月）
- 長崎放送：月曜 19:00 - 20:00（1987年4月 - 同年9月）